# Луховицы-3
Луховицы-3 (также Чёрная Речка, в/ч 73802, в/ч 25801-8) — посёлок, военный городок, приписанный к Коломенскому городскому округу Московской области, населением 4 тысячи чел. Расположен в восточной, заокской части Акатьевского сельского поселения, в окружении массива Щуровско-Луховицкого бора, на расстоянии 0,16 км к юго-западу от посёлка станции Чёрная Луховицкого района Московской области. В 2017 году Луховицы-3 стал посёлком Коломенского городского округа, в 2020 году, Луховицы-3 входит в состав городской округ Коломна.

## История
Самые ранние сведения о местности, в которой расположен военный городок Луховицы-3, относятся к концу XVI века. В рязанской писцовой приправочной книге 1594—1597 годов упоминается пустошь Жировая (Жирова), бывшая деревня, которой совместно владели помещики Фёдор Кикин и Алексей Бренков. В период Генерального межевания конца XVIII века земли, относящиеся к пустоши, были разделены на две «дачи» (условных географических единицы). Меньшая из них (пустошь Жирова, что была деревня) лежала на суходоле, а бо́льшая (пустошь Жирова со Вшивым урочищем) — на левом берегу речки Чёрная и по обе стороны ручья Жировской Лоск. На территории этой большей «дачи», находившейся во владении дворянских родов Голицыных, Масловых и Кикиных, и возникли впоследствии Луховицы-3.
В 1864 году в непосредственной близости от будущего военного городка прошла Московско-Рязанская железная дорога. В 1886 году на ней была сооружена станция Чёрная, получившая название по протекающей вблизи речке.
Передающий радиоцентр (войсковая часть 73802) и военный городок при нём были основаны 1 сентября 1969 года. Первый командир войсковой части (с 1969 по 1979 год) — полковник-инженер Геннадий Сергеевич Соколов. 27 ноября 2010 года передающий радиоцентр был реформирован в передающий радиоузел. Войсковая часть 73802 после реформирования получила новый цифровой индекс — 25801-8.
Распоряжение Правительства Российской Федерации от 11 октября 2011 года № 1779-р исключило населённый пункт Луховицы-3 из перечня закрытых военных городков.

## Транспорт
Рядом с военным городком находится железнодорожная платформа Чёрная и одноимённая автобусная
остановка на Новорязанском шоссе.

## Стратегические объекты
- Передающий радиоузел. Ежесуточно более 30 военнослужащих и гражданского персонала объекта заступают на боевое дежурство и обеспечивают бесперебойную радиосвязь руководству Вооружённых Сил[7].

## Образование
- Чернореченская основная общеобразовательная школа. В 2008 году в рамках Национального проекта «Образование» стала победительницей в конкурсе лучших школ России[9].
- Детский сад № 14 «Звёздочка».